# 托里亚纳

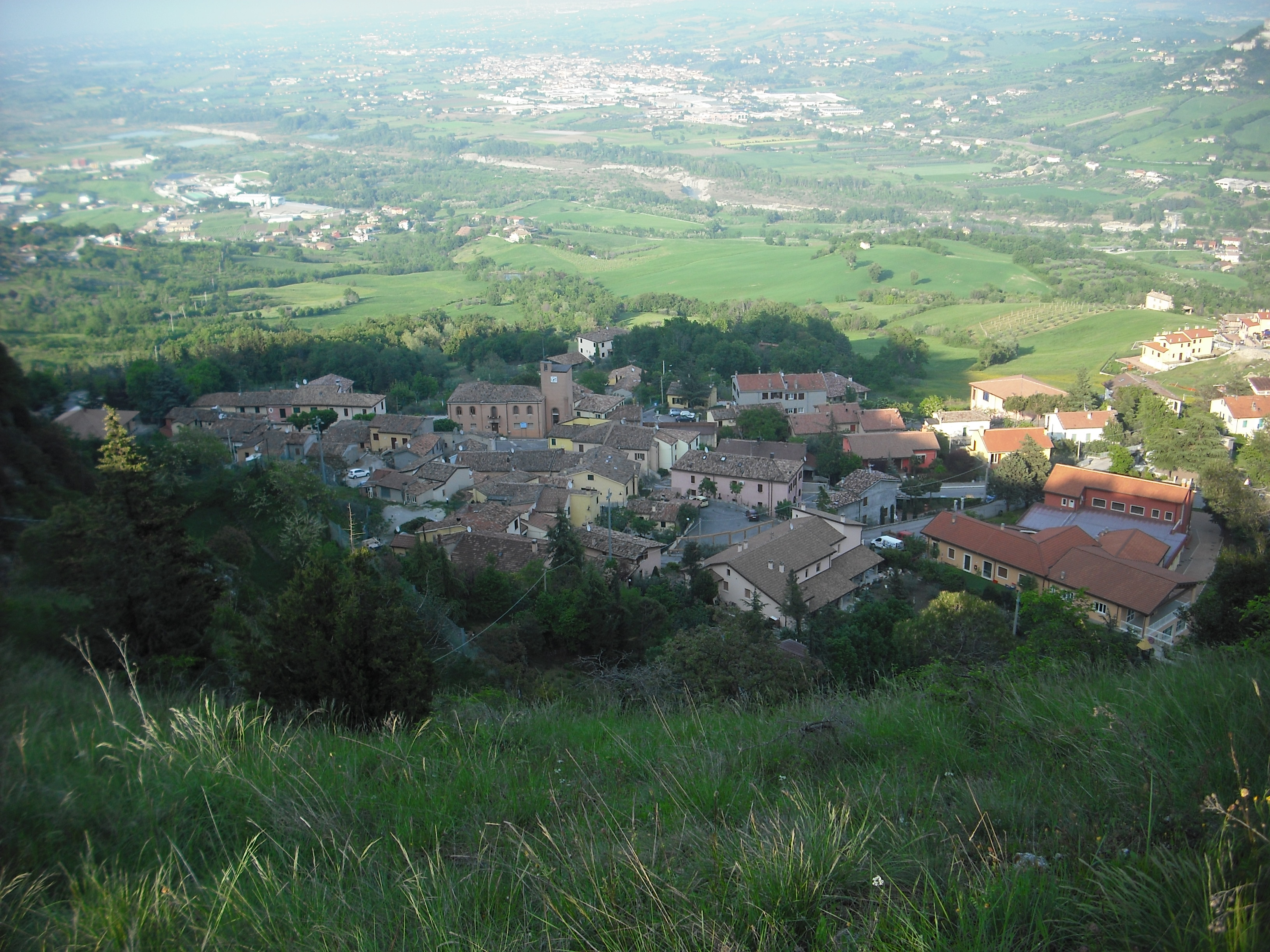
托里亚纳风景

托里亚纳（義大利語：Torriana）是意大利艾米利亚-罗马涅大区里米尼省的一个已废置的市镇，面积23.1平方公里，人口1,312人（2004年）。
2014年1月1日，该市镇与波焦贝尔尼合并为新的波焦托里亚纳市镇。